# Несолёный, Михаил Михайлович
Михаи́л Миха́йлович Несолёный (укр. Михайло Михайлович Несольоний; 8 июня 1988, Снежков — 24 февраля 2022, близ Глухова) — украинский военнослужащий, младший сержант, участник российско-украинской войны. Герой Украины (2 марта 2022, посмертно).

## Биография
Михаил Несолёный родился 8 июня 1988 года в селе Снежков в Валковском районе Харьковской области.
Проходил военную службу в Вооружённых Силах Украины с 2015 года, являлся водителем санитарного бронетранспортера МТ-ЛБ подразделения 16 ОМПБ «Полтава» и 58 ОМБр Вооружённых Сил Украины.
Погиб 24 февраля 2022 года в первый день российского вторжения в Украину, в ближнем бою с силами противника во время эвакуации людей.
Похоронен 7 апреля 2022 года в родном селе Снежков на Харьковщине.

## Награды
- Звание «Герой Украины» с удостоением ордена «Золотая Звезда» (2 марта 2022, посмертно) — за личное мужество и героизм, проявленные в защите государственного суверенитета и территориальной целостности Украины, верность военной присяге.